# Aeropuerto de Bourges
El Aeropuerto de Bourges, es un aeropuerto situado en la ciudad de Bourges, en Francia.

## Estadísticas
Ver fuente y consulta Wikidata.